# Fort Jesus

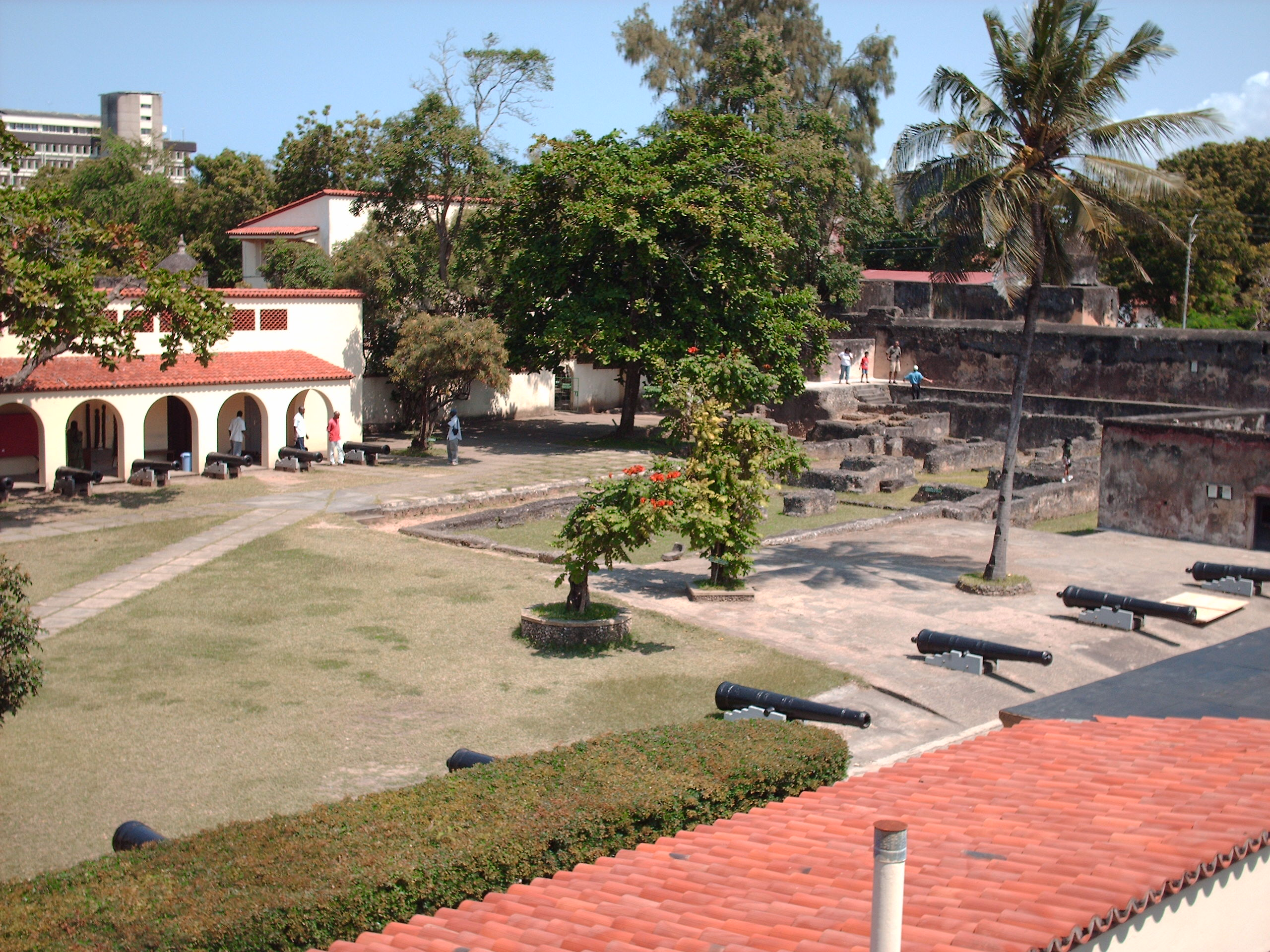
Im Innern des Fort Jesus

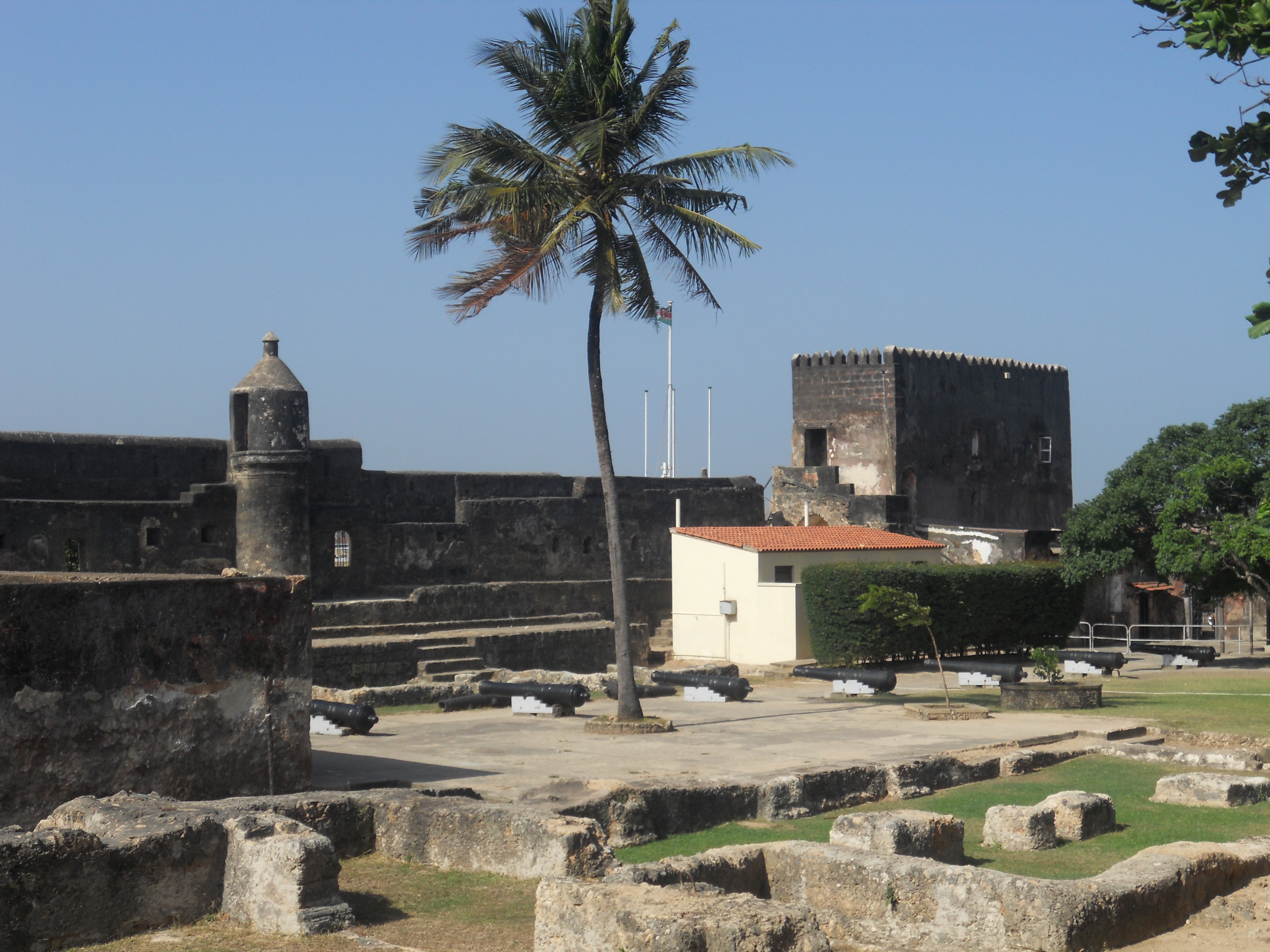
Innenansicht

Fort Jesus ist eine Festung in Mombasa, der größten Hafenstadt von Kenia. Sie wurde 1593 von den Portugiesen unter Philipp II. von dem italienischen Architekt Giovanni Battista Cairato gebaut. Die Festung liegt auf der Insel Mombasa.
Sie schützte die Zufahrt in die Lagune und den Alten Hafen von Mombasa. Außerdem diente sie den Portugiesen als Basis für die nach Goa segelnden Armadas da Índia.

## Geschichte der Festung
Die Kontrolle über die Festung wechselte häufig:

### Die portugiesische Zeit
- Portugiesen: 1593–1631
- Sultan Dom Jeronimo von Mombasa: 1631–1632
- Portugiesen: 1632–1698
- Sultan von Oman: 1698–1728
- Portugiesen: 1728–1729

Die Portugiesen kehrten lediglich 1729 noch einmal zu Fort Jesus zurück. Daraufhin beschränkten sie sich forthin auf die direkte Verbindung zwischen Goa und ihren Besitzungen in Mosambik.

### Die arabische Oberherrschaft
Danach wechselte die Kontrolle über das Fort mehrfach zwischen den Sultanen von Oman und seinen Statthaltern (liwali) aus der Familie der Mazrui, die als örtliche Herrscher immer wieder versuchten, die arabische Oberhoheit abzuschütteln:
- Sultan von Oman: 1729–1741
- Liwali von Mombasa: 1741–1747
- Oman: 1747
- Liwali von Mombasa: 1747–1828
  - (mit kleiner britischer Schutzbesatzung 1824)
- Oman: 1828
- Liwali von Mombasa: 1828–1837
- Oman: 1837–1856

1856 wurde Mombasa und damit das Fort dem sansibarischen Teil des geteilten omanischen Sultanats zugeschlagen.
- Sansibar: 1856–1895
  - Militärrevolte und Rückeroberung mit britischer Hilfe: 1875

### Unter Großbritannien und Kenia
1895 gelangte das Fort durch die Verpachtung des kenianischen Küstenstreifens von Sansibar an Großbritannien.
- Briten: 1895–1963
- Kenia: 1963

Die Briten nutzten die Festung als Gefängnis. 1958 wurde sie renoviert und zum Nationaldenkmal erklärt. Mit der Unabhängigkeit Kenias kam der gesamte, bis dahin nominell separat verwaltete Küstenstreifen zur Republik Kenia.
Heute ist Fort Jesus Teil der kenianischen Nationalmuseen. 2011 wurde es in die Liste des UNESCO-Weltkulturerbes aufgenommen.

## Galerie

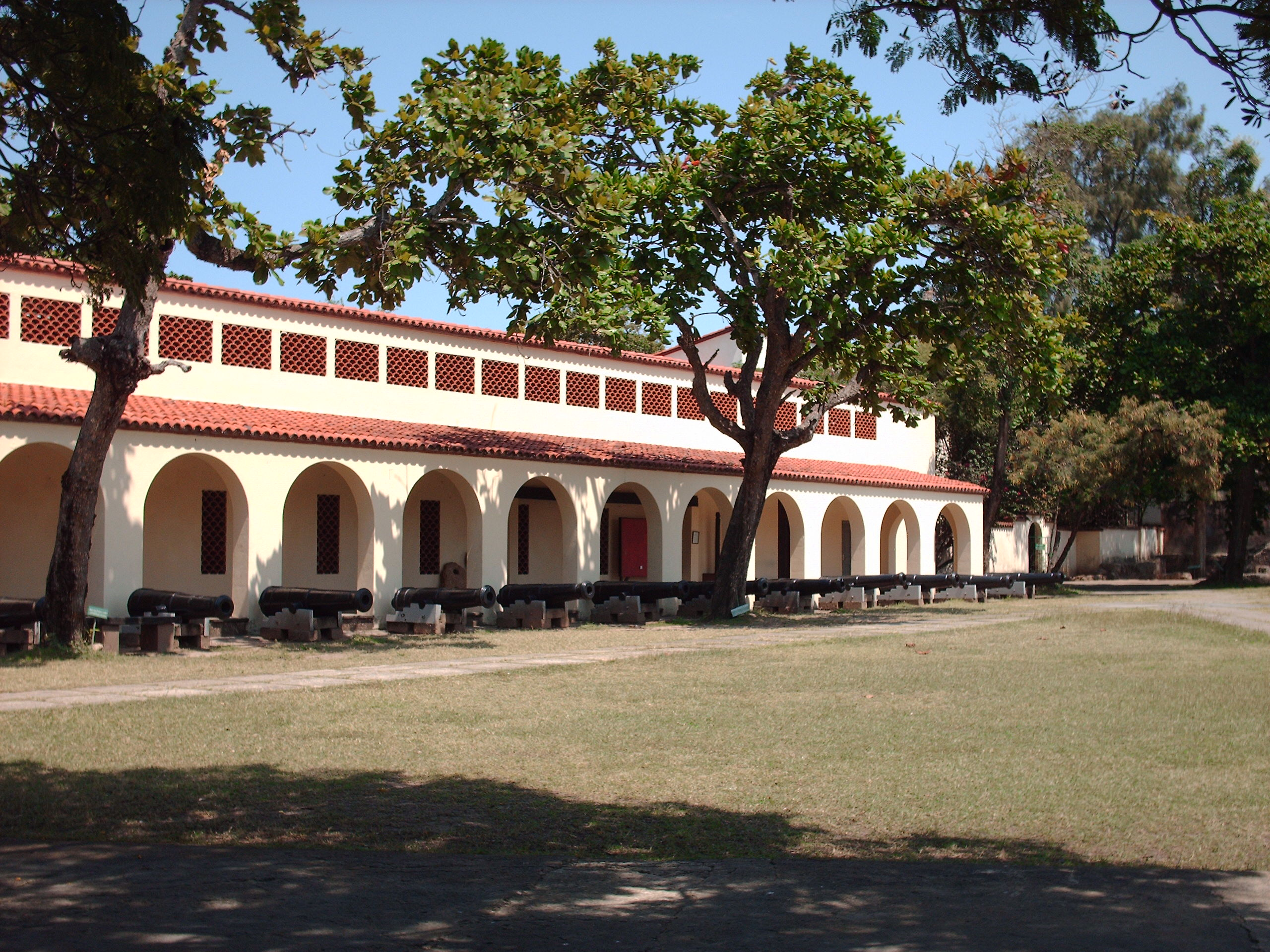
Gebäude im Innenhof
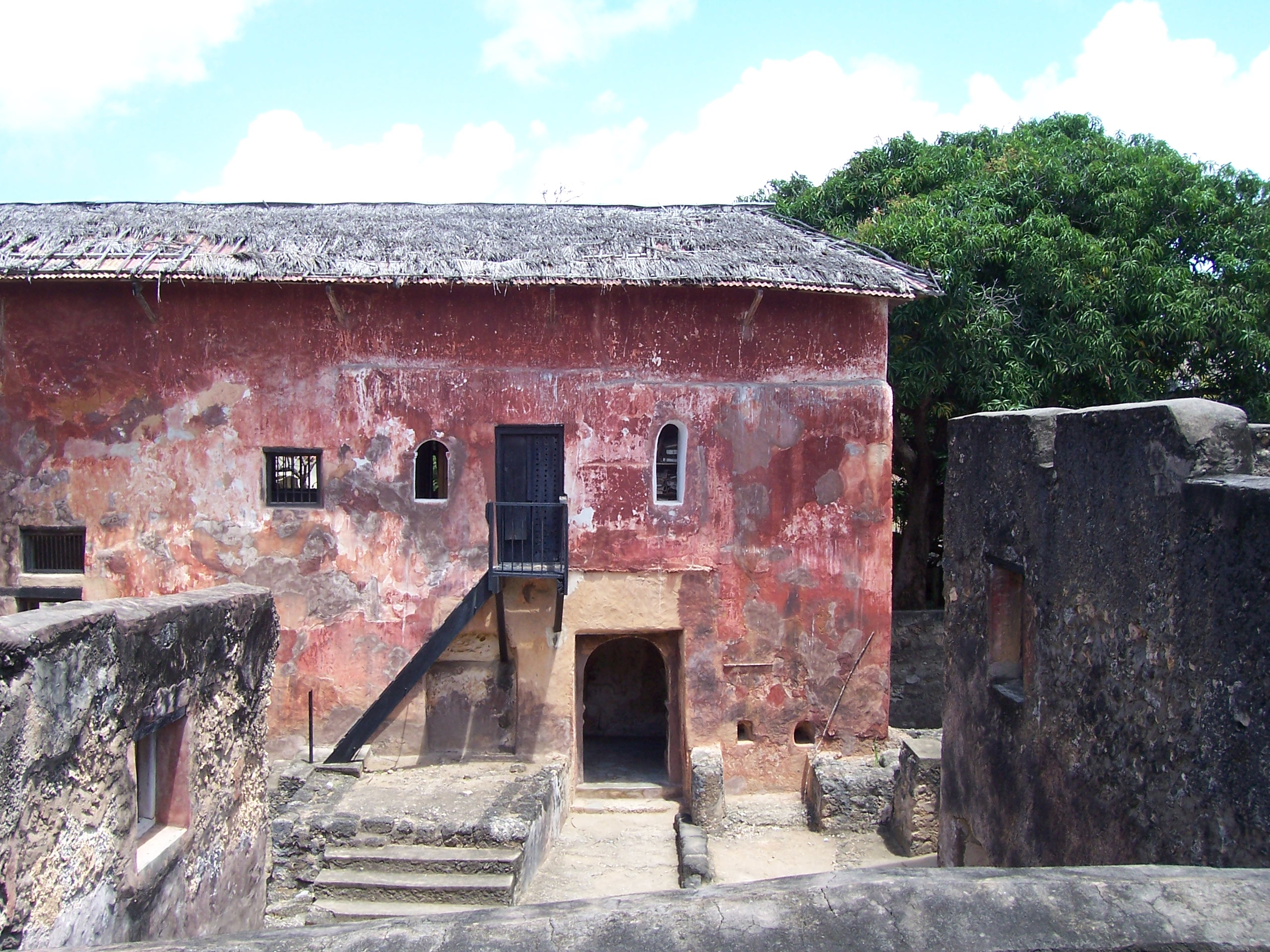
Offensichtlicher Einfluss portugiesischer Architektur
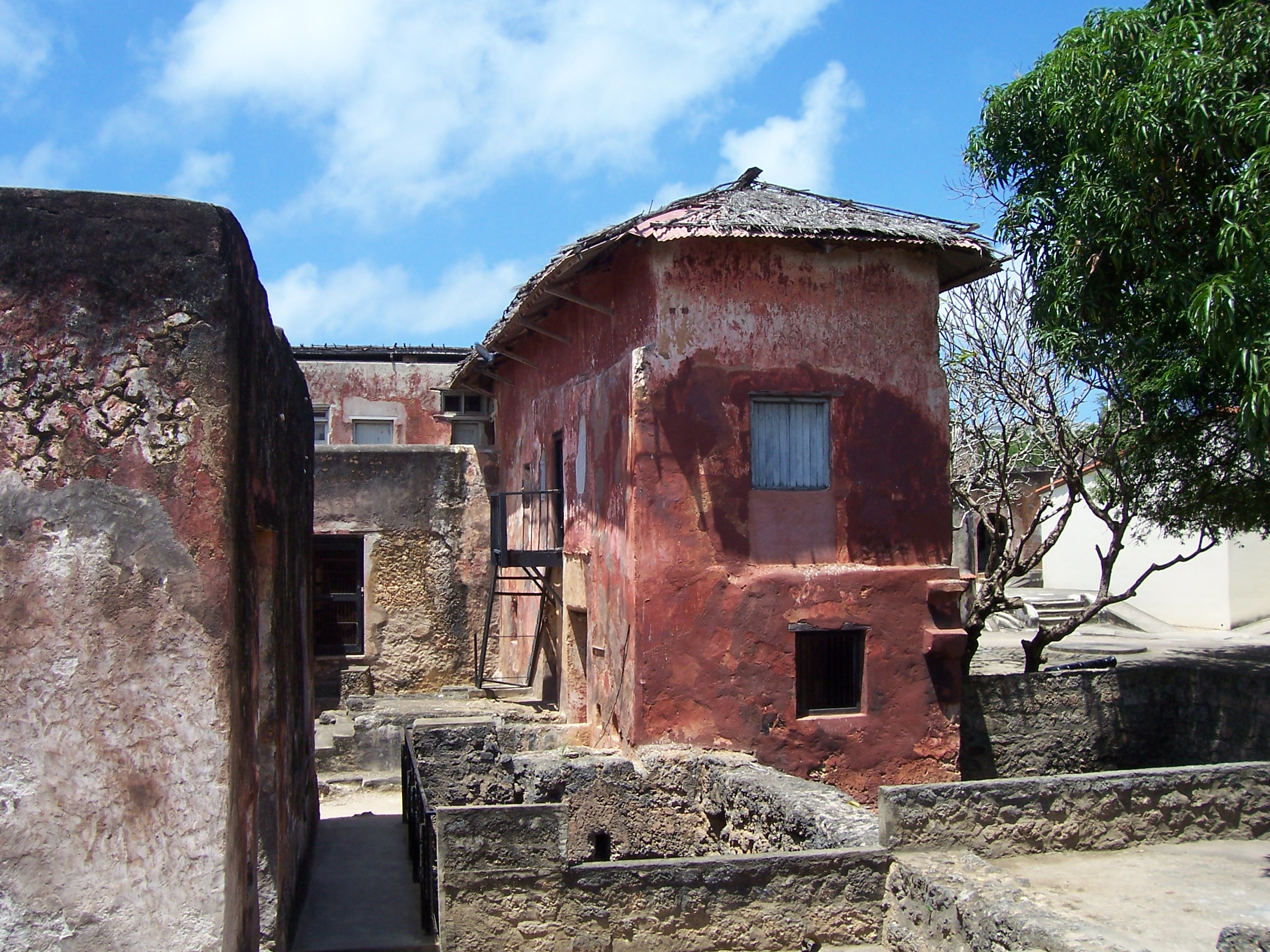
Nebeneinander von Zerfallenem und Erhaltenem